# Jeanne de Dampierre
Jeanne de Dampierre, född okänt år, död 1583, var en fransk hovfunktionär.
Jeanne de Dampierre var dotter till André de Vivonne, baron de la Chaftaigneraye, och Louise de Daillon du Lude. Hon gifte sig med Claude de Clermont, baron de Dampierre (d. 1545). 
Hon var hovfröken (Fille d'Honneur) hos Anna av Bretagne och Louise av Savojen, hovdam (Dame eller dame d'honneur) till Katarina av Medici 1554-60 och 1567-71 och hos Elisabeth av Österrike 1571-74, och slutligen Première dame d'honneur till Frankrikes drottning Louise av Lorraine mellan 1575 och 1583. Hon fick till uppgift att guida och instruera den oerfarna Louise, som vuxit upp enkelt ute på landet, i hovetiketten och lära henne att uppträda som en drottning, en uppgift hon ska ha lyckats utföra väl. 